# 山本和夫 (テレビプロデューサー)
山本 和夫（やまもと かずお、1955年8月9日 - ）は、日本のテレビプロデューサー。株式会社ドラマデザイン社代表取締役。
元読売テレビチーフプロデューサー。京都府京都市出身。

## 来歴
京都府立洛北高校、慶應義塾大学文学部ドイツ文学科卒業後、1979年読売テレビ入社。
入社後はバラエティ番組のADを務めていたが、1983年にドラマ制作部に転属し、木曜ゴールデンドラマ『ガラスの中の幸福』（1986年）でディレクターに昇進。
その後、朝の連続ドラマ担当を経て、1992年春の改編で新設されたプライムタイム枠の連続ドラマプロデュース・メイン監督を任される。第1作となった石田ひかり主演の『悪女』がヒットした。
以後は同社の東京支社制作部のチーフプロデューサーとして、ドラマ及びバラエティ番組で活動した。
1999年に読売テレビを退社し、翌2000年に制作会社「ドラマデザイン社」を設立。同社の代表取締役兼プロデューサーを務める。
2000年より狭き門であるコンクールで賞を取るよりも、企画力をプロデューサーに認められて各チャンスを与えられた方がいいという考えから、脚本家養成のワークショップ　「シナリオインキュベーション」を運営し、多くの脚本家を輩出している。
2004年～2019年 、「デジタルハリウッド大学大学院」の教授を務め、「映像監督のストーリー演習」の講義やストーリーマーケティングの研究を行った。　
2012年からは10代の女優を育成する配信プロジェクト「アクトレスインキュベーション」を主宰し、若手女優を輩出している。

2022年～　脚本家養成講座　「シナリオアカデミア」代表。
俳優も脚本家も、知名度や実績がなくても才能を見抜けば連続ドラマの主要役、メインライターに大胆に抜擢してきた。
俳優では、前述の石田ひかり「悪女」に加え、石田ゆり子「彼女の嫌いな彼女」、渡部篤郎「ストーカー 逃げきれぬ愛」、山崎まさよし「奇跡の人」、伊藤沙莉「14ヶ月 妻が子供に還っていく」、趣里「山本周五郎人情時代劇 『初蕾』」。
脚本家では神山由美子「悪女」、奥寺佐渡子「お茶の間」、森下直「心療内科医・涼子 」、横田理恵「奇跡の人」、大森美香「ただいま満室」。

## 主な作品

### 読売テレビ時代

#### バラエティ・情報番組
- それいけ!!ココロジー

#### テレビドラマ
- 木曜ゴールデンドラマ
  - ガラスの中の幸福（1986年）
  - 女もつらいわ! 赤ちゃん戦争（1988年）
  - 家族病棟（1989年）[12]
  - いのち燃えつきて（1990年）[13]
- 朝の連続ドラマ
  - 花いちばん（第1作、1986年度前半）
  - 見上げればいつも青空（第3作、1987年度前半）
  - 花らんまん（第5作、1988年度前半）
  - 吉野物語（第6作、1988年度後半）
  - 京一輪（第8作、1989年度後半）
  - いのち草（第10作、1990年度後半）
  - 愛情物語（第13作、1992年度前半）

ここまで演出を担当
- 土曜10時枠ドラマ
  - 悪女（1992年、兼演出）
  - ニュースなあいつ（1992年）
  - 綺麗になりたい（1992年、兼演出）
  - お茶の間（1993年）
  - 彼女の嫌いな彼女（1993年、兼演出）
- 木曜9時枠ドラマ
  - 禁じられた遊び（1995年、第1話の演出も担当）
- 月曜10時枠ドラマ
  - オンリー・ユー〜愛されて〜（1996年）
  - ナチュラル 愛のゆくえ（1996年）
  - ストーカー 逃げきれぬ愛（1997年）
  - せいぎのみかた（1997年）
  - 心療内科医・涼子  (平成10年度日本民間放送連盟テレビドラマ部門優秀賞受賞[14])（1997年）
  - 冷たい月（1998年）
  - 奇跡の人（1998年）
  - ボーダー 犯罪心理捜査ファイル（1999年）

### 読売テレビ退社後

#### テレビドラマ
- ただいま満室（2000年、テレビ朝日）
- R-17（2001年、テレビ朝日）
- 同級生殺人事件（演出　2003年、テレビ東京『水曜ミステリー9』）
- 14ヶ月 妻が子供に還っていく（2003年、よみうりテレビ）
- 独身3!!（2003年、テレビ朝日）企画協力
- 怒る相談室長 大岡多聞の事件日誌!（演出　2005年1月19日、TBS「水曜プレミア」）
- だいすき!!（2008年、TBS）
- 町医者ジャンボ!! (2013年　よみうりテレビ）＊協力プロデューサー
- 慰謝料弁護士〜あなたの涙、お金に変えましょう〜（2014年　よみうりテレビ）　＊協力プロデューサー
- わるいやつら（2014年、　BS日テレ）
- 松本清張ミステリー時代劇（2015年、BSテレ東）
- 山本周五郎人情時代劇 (第12話「めおと蝶」平成28年度日本民間放送連盟テレビドラマ部門優秀賞受賞 [15])2015年-2016年、BSテレ東）
- 男と女のミステリー時代劇（2016年、BSテレ東）
- 山本周五郎時代劇 武士の魂 ( 第1話「大将首」平成29年度日本民間放送連盟テレビドラマ部門優秀賞受賞 [16])（2017年、BSテレ東）
- 薄桜鬼（2022年、WOWOW）

#### 映画
- がらくた　2016年
- テイクオーバーゾーン  (第32回東京国際映画祭　日本映画スプラッシュ部門正式作品　[17])2019年

#### バラエティ・情報番組
- やぐちひとり（テレビ朝日、2004年ー2009年）
- How to モンキーベイビー!（MXテレビ、2009年ー2011年）
- プリティーリズム・オーロラドリーム実写パート（テレビ東京、プリティーリズム・オーロラドリーム製作委員会 2011年‐2012年）
- 〜おねだりエンタメ!〜はぴ★ぷれ　（BS日テレ　2013年-2014年）

#### 舞台（企画・演出）
- 恋ばば14歳!!（2010年・2019年に上演）
- ガールズプリズンオペラ　（2011年・2012年・2014年・2017年上演）
- クリスマウスの夜（2011年・2012年・2016年上演）
- 音楽室の神様　（2016年上演）
- 清らかな水のように～私たちの1945　（2016年・2017年・2018年・2019年・2021年・2023年上演）
- ゲートシティーの恋（2016年・2018年・2019年・2020年・2022年・2023年上演）
- レモンゼリーのプールで泳ぐ（2020年上演）
- 少女夢幻論（2021年上演）
- 少女夢幻論Ⅱ（2021年上演）
- どーるはうす（2022年・2023年上演）